# Fríské jazyky

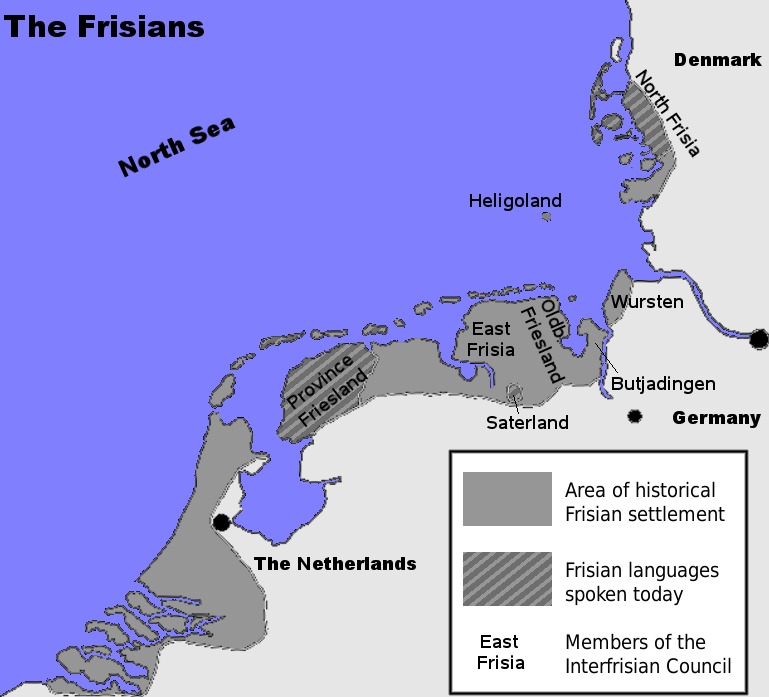
Mapa dialektů

Fríské jazyky jsou skupina čtyř, resp. pěti příbuzných západogermánských jazyků používaných etnickou skupinou Frísů žijící na jižním pobřeží Severního moře na území Nizozemska, Německa a Dánska. Fríské jazyky jsou považovány za nejbližší dosud živé příbuzné angličtiny. Někdy se tak zkráceně říká též západofríštině.

## Seznam jazyků
- západofríské jazyky
  - západofríština (fríština)
- východofríské jazyky
  - sater-fríština
- severofríština

Navzájem jsou tyto jazyky a jejich varianty odlišné a ne vždy vzájemně srozumitelné.

## Historie
Frísové byli ve středověku významnými obchodníky a rejdaři. Dochovaly se písemné památky ze 13. až 16. století. Pak Frísko ztratilo samostatnost, úředním jazykem se staly ostatní jazyky, fríské jazyky existovaly po několik staletí prakticky pouze v mluvené podobě. V posledních desetiletích začaly být ve všech zemích systematicky vyučovány, vydávají se v nich tiskoviny, rozvíjí se literatura (například nizozemský spisovatel Theun de Vries napsal některá svá díla ve fríštině).
Stará fríština měla velmi blízko ke staré angličtině a i dnešní fríské jazyky jsou považovány za jazyky angličtině nejbližší. Např. anglickému green cheese (nezralý sýr) odpovídá západofríské griene tsiis, zatímco nizozemsky se totéž řekne groene kaas. Vzhledem k dlouholeté nadvládě ostatních národů však jejich jazyky zanechaly na fríských jazycích přece jen zřetelné stopy.

## Gramatika
Fríské jazyky jsou analytické jazyky. Podstatné jméno má opisné skloňování, pády se vytratily (s výjimkou omezeně užívaného genitivu). Rody jsou jen dva (společný a střední). Rozlišuje se určitý a neurčitý člen, stojí před jménem a shoduje se s ním v rodě. Systém slovesných časů je stejný jako v nizozemštině.

## Členění fríských jazyků
Každý z fríských jazyků má několik dialektů. Mezi některými jsou rozdíly tak veliké, že překážejí vzájemnému porozumění. Často tak nemusí být rozumět ani sousedním dialektům.
- západofríština používaná ve Frísku (Nizozemsko)
  - Klaaifrysk
  - Wâldfrysk
    - Noardhoeks

  - jihofríština (Súdhoeks)
  - jihozápadní fríština (Súdwesthoeksk)
  - Schiermonnikoogs
  - Hindeloopers
  - Aasters
  - Westers
- východofríština používaná v Dolním Sasku (Německo)
  - sater-fríština
  - několik dalších mrtvých dialektů
- severofríštína používaná ve Šlesvicku-Holštýnsku (Německo), kde je jedním z úředních jazyků
  - pevninské dialekty
    - dialekt Mooring
    - dialekt Hoorning
    - dialekt Wiedingharde
    - dialekt Tideland Islands

  - ostrovní dialekty
    - dialekt Sylt
    - dialekt Föhr
    - dialekt Amrum

  - Helgolandština